# Đại học Hokkaidō
Đại học Hokkaido (北海道大学 (Bắc Hải Đạo đại học) Hokkaidō Daigaku), gọi tắt là Hokudai (北大 (Bắc đại)), là một trường đại học nghiên cứu công lập ở Sapporo, Nhật Bản. Được thành lập vào năm 1918, Đại học Hokkaido là trường đại học công lập lâu đời thứ năm của Nhật Bản và một trong những trường đại học đế quốc đầu tiên.

## Lịch sử

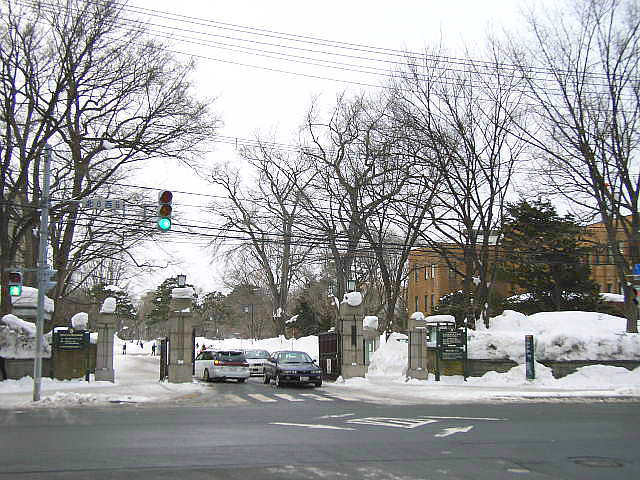
Cổng chính Đại học Hokkaido, tháng 2 năm 2005

Đại học Hokkaido được William S. Clark thành lập năm 1876 với tên gọi là Cao đẳng Nông nghiệp Sapporo (札幌農學校 Sapporo nōgakkō) với 5 khoa và một lớp đầu tiên có 24 sinh viên. Ngày 11 tháng 4 năm 1918, vào thời kỳ Taishō, nó trở thành Đại học Hoàng gia Hokkaido (北海道帝國大學 Hokkaidō teikoku daigaku) và là một trong 9 trường Đại học Hoàng gia. Khoa Y (School of Medicine) được thành lập năm 1919, cùng lúc Cao đẳng Nông nghiệp (Agricultural College) đổi thành Khoa Nông nghiệp. Năm 1947, thành lập Khoa Kỹ thuật, Khoa Khoa học, và Khoa Luật và Văn học, khi đó trường đổi tên thành Đại học Hokkaido. Năm 1953, Khoa sau đại học (Graduate School) được thành lập.

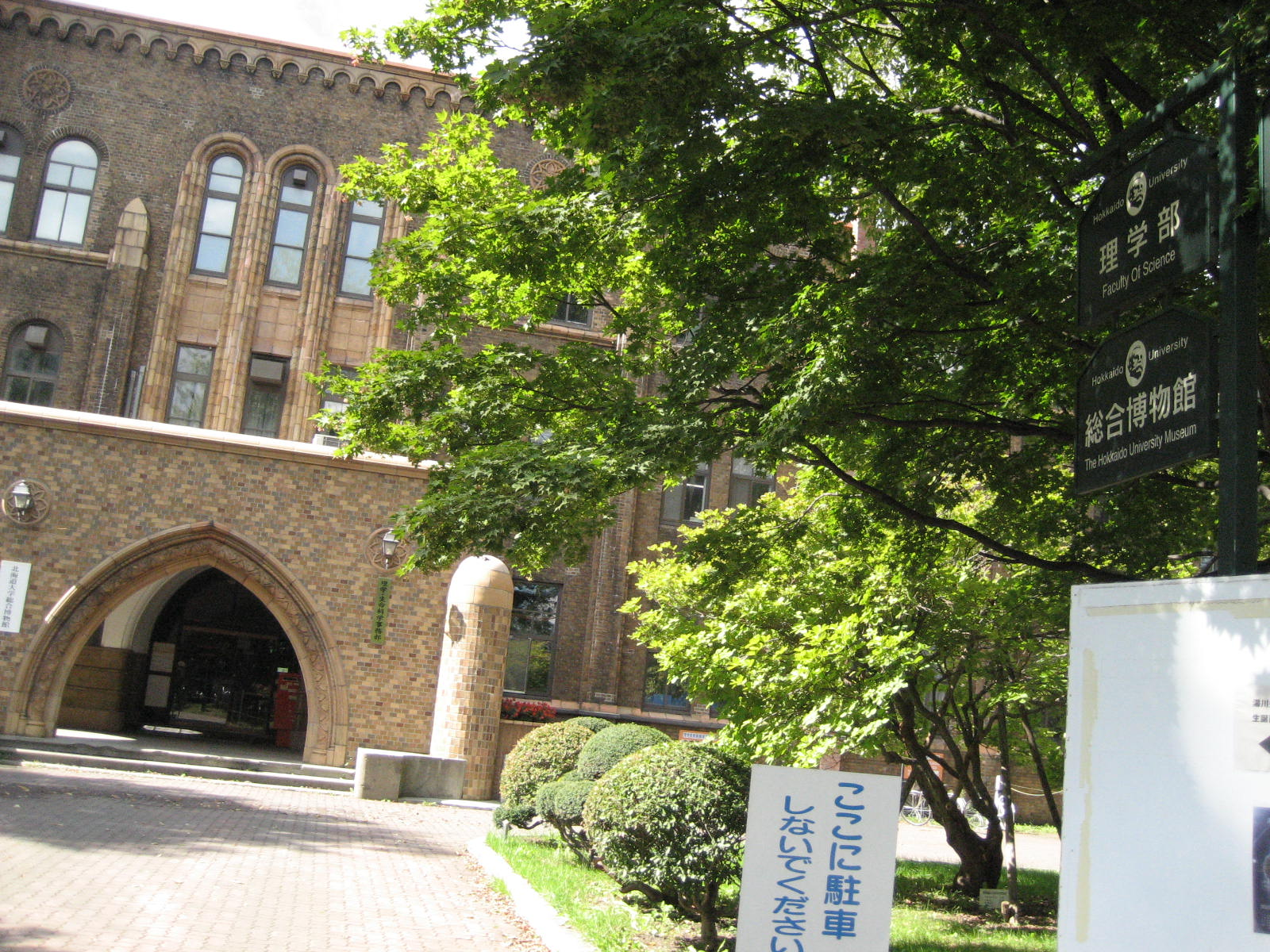
Bảo tàng Đại học Hokkaido vào mùa hè ở Sapporo

Từ năm 2004, Trường được sáp nhập thành đại học quốc gia theo luật mới áp dụng cho tất cả các trường đại học quốc gia. Mặc dù sáp nhập để tăng tính độc lập và tự chủ về tài chính nhưng Đại học Hokkaido vẫn chịu sự quản lý của Bộ Giáo dục Nhật Bản.

## Các Khoa/trường sau đại học

### Khoa
- Văn thư Lưu trữ ngày 13 tháng 4 năm 2009 tại Wayback Machine
- Giáo dục Lưu trữ ngày 6 tháng 10 năm 2008 tại Wayback Machine
- Luật Lưu trữ ngày 24 tháng 6 năm 2009 tại Wayback Machine
- Kinh tế Lưu trữ ngày 23 tháng 3 năm 2008 tại Wayback Machine
- Y học Lưu trữ ngày 18 tháng 4 năm 2009 tại Wayback Machine
- Nha Lưu trữ ngày 14 tháng 6 năm 2009 tại Wayback Machine
- Kỹ thuật Lưu trữ ngày 7 tháng 9 năm 2009 tại Wayback Machine
- Thú Y Lưu trữ ngày 28 tháng 3 năm 2009 tại Wayback Machine
- Khoa học thủy sản Lưu trữ ngày 14 tháng 4 năm 2009 tại Wayback Machine
- Nông nghiệp Lưu trữ ngày 16 tháng 4 năm 2009 tại Wayback Machine
- Khoa học Dược Lưu trữ ngày 18 tháng 10 năm 2008 tại Wayback Machine
- Khoa học Lưu trữ ngày 21 tháng 9 năm 2007 tại Wayback Machine

### Trường

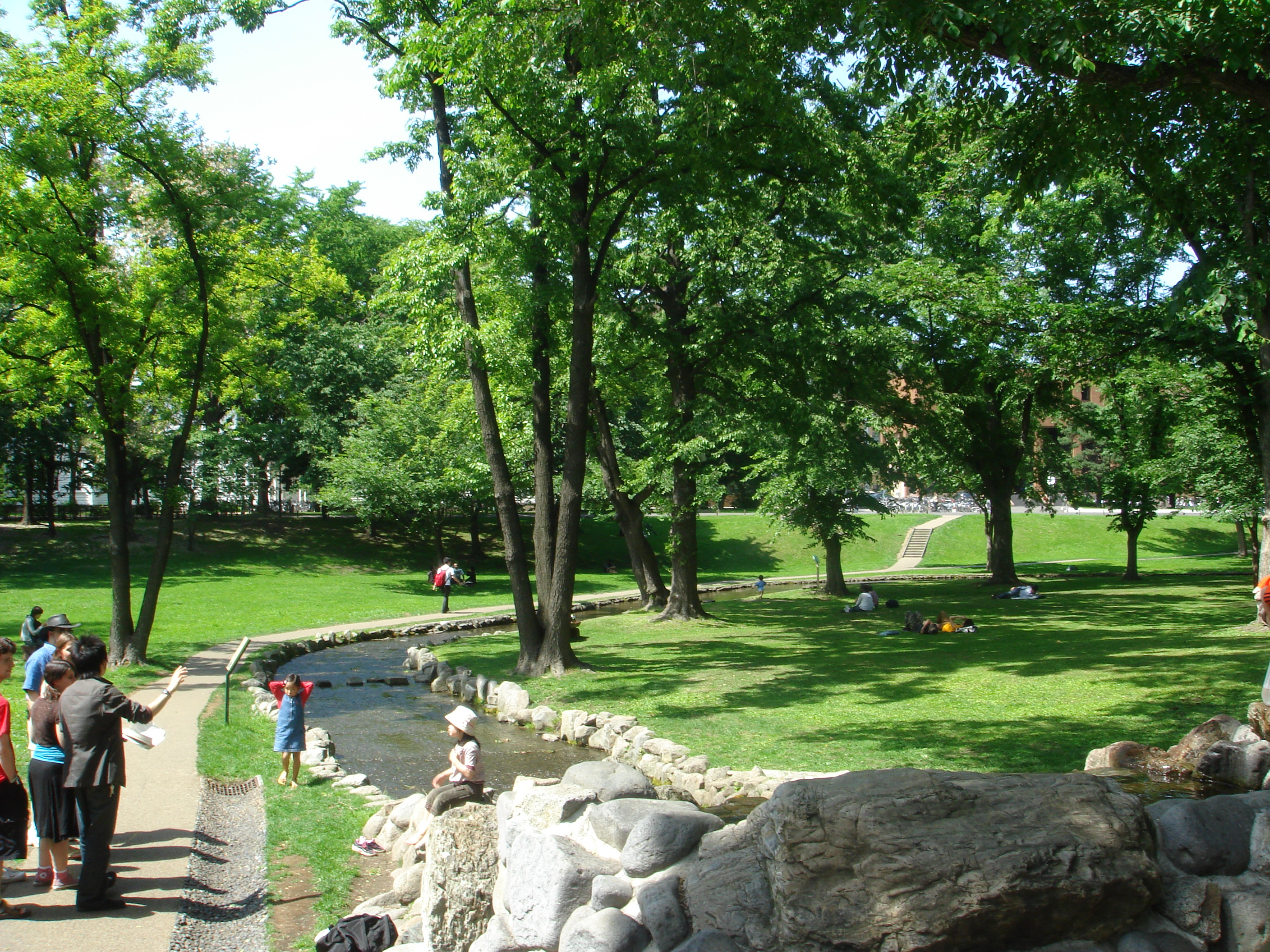
Một góc không gian xanh tại trường, tháng 6 năm 2006)

- Văn thư Lưu trữ ngày 13 tháng 4 năm 2009 tại Wayback Machine
- Giáo dục Lưu trữ ngày 6 tháng 10 năm 2008 tại Wayback Machine
- Luật Lưu trữ ngày 24 tháng 6 năm 2009 tại Wayback Machine
- Quản trị kinh doanh và Kinh tế Lưu trữ ngày 23 tháng 3 năm 2008 tại Wayback Machine
- Y Lưu trữ ngày 18 tháng 4 năm 2009 tại Wayback Machine
- Nha Lưu trữ ngày 14 tháng 6 năm 2009 tại Wayback Machine
- Kỹ thuật Lưu trữ ngày 7 tháng 9 năm 2009 tại Wayback Machine
- Thú Y Lưu trữ ngày 28 tháng 3 năm 2009 tại Wayback Machine
- International Media and Communication Lưu trữ ngày 30 tháng 5 năm 2009 tại Wayback Machine
- Công nghệ và khoa học thông tin Lưu trữ ngày 3 tháng 5 năm 2009 tại Wayback Machine
- Khoa học Thủy sản Lưu trữ ngày 14 tháng 4 năm 2009 tại Wayback Machine
- Environmental Khoa học Trái đất Lưu trữ ngày 16 tháng 4 năm 2009 tại Wayback Machine
- Khoa học Lưu trữ ngày 21 tháng 9 năm 2007 tại Wayback Machine
- Khoa học dược Lưu trữ ngày 18 tháng 10 năm 2008 tại Wayback Machine
- Nông nghiệp Lưu trữ ngày 16 tháng 4 năm 2009 tại Wayback Machine
- Khoa học đời sống Lưu trữ ngày 10 tháng 10 năm 2009 tại Wayback Machine (Life Science)
- Chính sánh công cộng Lưu trữ ngày 10 tháng 7 năm 2009 tại Wayback Machine

## Cơ sở

### Sapporo
Trụ sở chính đặt tại Sapporo nằm về phía bắc nhà ga Sapporo, và điều hành tất cả các chương trình của Đại học Hokkaido trừ khoa Khoa học thủy sản, cũng như trường sau đại học Khoa học thủy sản.

### Hakodate
Cơ sở ở thành phố Hakodate nằm về phía nam của Hokkaidō gồm khoa/trường sau đại học về Khoa học thủy sản. Tuy nhiên, các sinh viên theo học ngành này sẽ bắt đầu chương trình học tại đây từ học kỳ 2 của năm thứ 1, vì sinh viên năm thứ một trong học kỳ đầu tiên phải tham gia các khoá về các môn khai phóng ở cơ sở Sapporo.

## Triết lý giáo dục
- Frontier Spirits (フロンティア精神 (Tinh thần Frontier) Furontia Seishin?, Tinh thần khai phá)[3]
- Global Perspectives (国際性の涵養 (Quốc tế tính chi hàm dưỡng) Kokusaisei no Kan-yō?, Vun đắp tính quốc tế)
- All-round Education (全人教育 (Toàn nhân giáo dục) Zenjin Kyōiku?, Giáo dục cho tất cả mọi người)
- Practical Learning (実学の重視 (Thực học chi trọng thị) Jitsugaku no Jūshi?, Coi trọng việc học thực tế)

## Cựu sinh viên
- Kanzo Uchimura, Christian evangelist, founder of Non-church Christianity Movement
- Akira Ifukube, composer
- Nitobe Inazo, the author of Bushido: the Soul of Japan, a Quaker
- Ryuzo Yanagimachi, cloning pioneer
- Mamoru Mohri, astronaut
- Arishima Takeo, novelist
- Hiroshi Ishii, computer scientist